# Paectes areusoides
Paectes areusoides är en fjärilsart som beskrevs av Embrik Strand 1917. Paectes areusoides ingår i släktet Paectes och familjen nattflyn. Inga underarter finns listade i Catalogue of Life.